# Basso (cônsul em 262/266)
Basso (em latim: Bassus) foi um oficial romano do século III, ativo no reinado do imperador Póstumo (r. 260–269). Em 262/266, foi cônsul posterior com Dial no Império das Gálias. Seu nome não é registrado nos Fastos Consulares.